# كاسينيلي
كاسينيلي (بالإيطالية: Cassinelle)‏ هي بلدية في مقاطعة ألساندريا في إقليم بييمونتي في إيطاليا.

## السكان
في سنة 1861 بلغ عدد السكان 1٬902 نسمة، وتطور العدد ليصل في سنة 2011 لـ 937 نسمة.
يظهر هذا المخطط البياني تطور النمو السكاني لـ كاسينيلي